# Thunderbolt (interface)

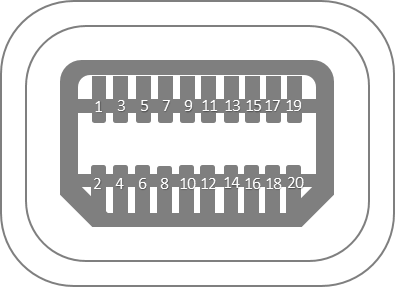
Pin laypout

Thunderbolt (eerder Light Peak genoemd) is een eigen interface die ontworpen is door Intel (in samenwerking met Apple Inc.) om randapparatuur te verbinden via een seriële bus met een computer. Thunderbolt is bedoeld als een vervanging voor de huidige bussen, zoals SCSI, SATA, USB, FireWire en PCI Express. Ook kunnen meerdere protocollen gelijktijdig gebruikt worden. Naast audio- en videosignalen is er ondersteuning voor dataverkeer.
Thunderbolt 1 en 2 maken gebruik van dezelfde stekker als Mini DisplayPort (mDP), terwijl Thunderbolt 3 gebruikmaakt van USB-C. Het werd voor het eerst gebruikt in computers van Apple op 24 februari 2011.

## Combinatie van oudere poorten
Thunderbolt zorgt ervoor dat het aantal verschillende soorten poorten op een computer aanzienlijk kan worden verminderd. Verschillende oudere bussen, waarvan de prestaties niet meer voldoende zijn om de nieuwste technologieën zoals eSATA en DisplayPort te ondersteunen, worden gecombineerd tot één poort. 
Thunderbolt heeft meer dan genoeg bandbreedte om welk protocol dan ook te ondersteunen: bij aanvang beloofde Intel snelheden tot 10 Gbps, tweemaal zo snel als USB 3.0.

#### Glasvezel
Intel maakt gebruik van koperdraad, maar in de toekomst wil het bedrijf overschakelen naar glasvezel. Hierdoor zou men de snelheid kunnen opdrijven tot 100 Gbps.

## Versies

### Eerste generatie
Als eerste werden (een aantal modellen van) Apples Mac-computers uitgerust met Thunderbolt. Sinds juli 2012 had Lenovo de nieuwste modellen laptops zoals de Thinkpad T430s en de L530 uitgerust met een Thunderbolt-interface. 

### Thunderbolt 2
Thunderbolt 2, de tweede generatie van deze poorttechnologie, kwam eind 2013 in de MacBook Pro en kort daarna in de overige Applecomputers.

### Thunderbolt 3
Vanaf 2016 werden de Apple-computers uitgerust met Thunderbolt 3, als I/O-technologie die nog meer apparaten aansluit op de computer, met snelheden tot maximaal 40 Gbps. Thunderbolt 3 combineert gegevensoverdracht, video-uitvoer en oplaadmogelijkheden in één compacte connector. Voor de verbinding met oudere andere poorten zoals USB, USB3, Ethernet en Thunderbolt 2 zijn kabels met verschillende adapters in de handel. Men stapte over van een 20 pins-Mini DisplayPort-stekker naar een 24 pins-USB-C-stekker.

#### Royalty's
Op 24 mei 2017 maakte Intel bekend dat Thunderbolt 3 royalty-vrij zou worden, in een poging om de adoptiegraad van Thunderbolt te verhogen. Intel gaf aan nog wel controle te blijven uitoefenen op de certificering van alle apparatuur.

### Thunderbolt 4
Thunderbolt 4 werd afgerond en uitgebracht in juli 2020. De grootste verschillen met Thunderbolt 3 zijn ondersteuning voor het USB4-protocol, een minimale bandbreedte van 32 Gbit/s voor PCIe, ondersteuning voor twee 4K-schermen, en een beveiliging tegen aanvallen gericht op direct memory access (DMA). Daarnaast ondersteunt het protocol nu een verbinding via USB-hubs voor het aansluiten van meerdere randapparaten, waarbij voorgaande versies van Thunderbolt-randapparatuur uitsluitend in serie kan worden verbonden (het zogenaamde daisy chaining).
De maximale bandbreedte blijft gelijk op 40 Gbit/s.

### Thunderbolt 5
Op 19 oktober 2022 gaf Intel een preview van Thunderbolt 5, in lijn met de USB Implementers Forum (USB-IF)-release van de USB4 2.0-specificatie. Het levert tot 80 Gbit/s bidirectionele bandbreedte, wat tot twee keer hogere gegevensoverdrachtsnelheden mogelijk maakt tussen toekomstige hostapparaten en externe opslagschijven die de standaard ondersteunen, vergeleken met de huidige Thunderbolt 4-snelheden. Het zal ook een modus hebben die een bandbreedte tot 120 Gbit/s mogelijk maakt voor externe schermen (drie keer Thunderbolt 4-snelheid), waardoor een hostapparaat tot dubbele 8K-schermen bij 60 Hz kan ondersteunen.